# Ansgard av Burgund
Ansgard av Burgund född 826, död 882, var en drottning av Akvitanien, gift med kung Ludvig den stammande. 
Hon var mor till Ludvig III av Frankrike och Karloman II. Ansgard gifte sig med Ludvig under hans tid som kung av Akvitanien. Äktenskapet upplöstes av hennes svärfar, som fick påven att ogiltigförklara det för att kunna arrangera ett nytt äktenskap åt hennes man. Ansgard kunde 879 säkerställa sina söners rätt till den franska tronen efter deras far.